# Juan Pablo Montoya
Juan Pablo Montoya Roldán (Bogotá, 20. rujna 1975.) je bivši kolumbijski vozač Formule 1, a danas je uspješan vozač u NASCAR seriji za Chip Ganassi Racing. Osvojio je prvenstvo International Formula 3000 1998. i CART 1999. godine, dok se kod osvojenih utrka najviše ističu VN Monaka 2003. godine, Indianapolis 500 2000. godine te 24h Daytona 2007. i 2008. godine.